# 鄭麗文
鄭麗文（1969年11月12日—），中華民國政治人物，中國國民黨籍，2000年代曾任民主進步黨青年發展部副主任、民主進步黨國民大會黨團副召集人、行政院發言人、第七屆、第十屆全國不分區及僑居國外國民立法委員、中國國民黨立法院黨團書記長等職。鄭麗文自野百合學運投入政治、加入民進黨，憑藉敢說敢秀的風格嶄露頭角，後因與民進黨理念不合對民進黨多有批評。2002年，鄭麗文因議論涂醒哲舔耳的傳聞而遭民主進步黨停權處分，后主動退黨。2005年，鄭麗文受連戰之邀加入國民黨，並先後擔任發言人、文傳會主委等黨職。

## 早年
鄭麗文出生於雲林縣口湖鄉 ，成長於台南市東區精忠三村，母親為當地人，父親籍貫雲南。鄭麗文就讀國立臺灣大學法律學系期間正值台灣民主化，她開始投入學運，曾參與野百合學運，擔任國立臺灣大學大學論壇社社長、新生代國家安全論壇召集人，並積極參與民主進步黨領導的街頭遊行活動，亦曾支持台灣獨立。1988年，鄭麗文在520農民運動中公開發表演說，砲轟「國民黨是最可惡的統治者」，高喊「台灣建國」，號召群眾「推翻國民黨暴政，建立一個我們自己的國家」。

## 民主進步黨時期
大學畢業後，鄭麗文加入民主進步黨，並出任台灣人權促進會秘書長。1996年代表民進黨當選第三屆國民大會代表，參與了當時的修憲活動，1999年任民進黨國民大會黨團副總召集人。
2000年國民大會虛級化後，鄭麗文擔任民進黨青年部副主任，後期與陳水扁領導的民進黨理念發生落差，鄭開始在媒體上批評民進黨，並辭去青年部副主任一職，與民進黨主流漸行漸遠。
2002年親民黨籍立法委員李慶安指控衛生署署長涂醒哲上KTV對男子鄭可榮「舔耳」引發爭論，涂醒哲堅持說他並沒有去KTV，民進黨宣布支持涂醒哲，並表示不准黨員亂發言。而鄭麗文仍在一次CALL IN節目中說了對涂醒哲的一些負面揣測，引起民進黨不滿。幾天之後親民黨的李慶安出來道歉說自己認錯人，民進黨也在10月8日通過決議停權鄭麗文的黨籍。而事後鄭麗文則表示是自己主動退黨，她說「當時覺得民進黨已偏離了原先的政治路線，不符合本人最初理想，加上對黨派作風不滿意，因此選擇了退出。」

## 中國國民黨时期
2002年與民進黨决裂後，鄭麗文一度沒有任何公職或加入政黨，但最終還是復出，對政治活動躍躍欲試。隨著對民進黨政府的批判加強，越來越多人認為鄭麗文與前民進黨婦女部主任陳文茜一樣轉投泛藍陣營。2004年3月27日，泛藍陣營在凱達格蘭大道上舉行大規模集會抗議聲稱總統大選不公，鄭麗文與農運詩人詹澈共同擔任主持，被視為正式挺藍。
2004年底鄭麗文投入立法委員選舉，披上「婚紗」吸引媒體目光，並說要「嫁給高雄市」，於該市第二選區參選，最終以24,780票宣告落敗。立法委員選舉過後，由於出身學運與民進黨，選舉經驗豐富，在中國國民黨主席連戰的邀請下，在2005年正式加入國民黨，並擔任國民黨文化傳播委員會副主任委員與發言人等黨職。2005年國民黨主席選舉後，升任為國民黨文傳會主任委員。
鄭麗文在學運和民進黨時間累積的選務經驗及活動主持等能力，受到國民黨重用，於同年地方選舉，不論是主持遊行或造勢活動，鄭麗文伶俐的口齒讓人印象深刻，成功地拉抬國民黨選情。

### 因中國國民黨被判刑
2005年升任國民黨文傳會主委。2006年7月鄭麗文辭去文傳會主委，轉任國民黨中央委員會政策委員會副執行長。2006年10月遭判刑。
由於前一年2005年10月11日，國民黨曾在如聯合報多家報紙的全國性版面上刊登大幅廣告，指稱林佳龍、羅文嘉等人「是臺灣掏空集團，是弊案後面的有力人士」。當時正在競選臺中市市長的民主進步黨秘書長林佳龍，認為這幅廣告嚴重損害其形象，且會影響市長選情，向臺中地方法院提起自訴，控告國民黨主席馬英九、秘書長詹春柏、時任文傳會主委鄭麗文及文傳會文宣部主任張斯綱等四人涉嫌誹謗及意圖使人不當選。
台中地院認定沒有積極證據證明馬英九、詹春柏及張斯綱三人參與此事，所以將三人的自訴部分駁回，只針對鄭麗文一人進行審理。
鄭麗文承認有刊登廣告行為，但辯稱這些內容都是民進黨整體給人民的感受，林佳龍是主要成員之一，所以並無違反公職人員選舉罷免法的情事。
但是，承審法官認為，候選人的品德、名譽是選民評選候選人的重要參考事項，鄭麗文沒有相當理由證明林佳龍有掏空、貪污等事實，顯然有使林佳龍不當選的意圖，所以依違反選罷法意圖使候選人不當選罪，判處鄭麗文有期徒刑三個月，可易科罰金，同時宣告褫奪公權一年。
由於鄭麗文執行黨的政策，卻遭判刑三月且褫奪公權一年，國民黨已決定為她請律師再提上訴。國民黨考紀會主委阮剛猛並說，黨內規定“一審判有罪開除黨籍”，是指涉及貪瀆等情事，鄭麗文不受影響。鄭麗文表示一定會上訴，認為當初刊登的政黨形象廣告，應受基本言論自由保障，「難道臺灣已經戒嚴了嗎？」

### 參選立法委員
2008年立法委員選舉中，由國民黨提名為不分區立法委員候選人，排第十八名，終於當選。2012年立法委員選舉接受國民黨的徵召，參與臺中市第七選舉區立法委員選舉，惟仍以8637票的差距敗選，不敵何欣純。
2012年10月20日，鄭麗文接任行政院發言人。2014年2月6日，鄭麗文請辭發言人，由孫立群接任。同年4月起，主持TVBS政論節目《麗文正經話》。
2018年8月，出任國民黨副秘書長。11月24日，九合一選舉結束後，鄭麗文即離任國民黨副秘書長職務。
在2020年立法委員選舉以國民黨不分區第五名當選，時隔8年重返立法院，並在2021年擔任國民黨立法院黨團書記長。
2021年10月12日，鄭麗文在立法院針對國防問題質詢行政院院長蘇貞昌時發生了爭執，蘇貞昌回覆鄭麗文是「袂見笑（不要臉）」、「當時還要拜託我去給妳助選（1996年中華民國國民大會代表選舉），還要我拉著妳的手喊當選，我深感丟臉」。涂醒哲也質疑鄭從沒有對「舔耳」指控道歉是「是要臉還是不要臉？」 國民黨事後表示對蘇貞昌提告公然侮辱，鄭麗文則對過去蘇貞昌站台一事表示她自己也幫蘇站過不少台。

### 成立黨外在野聯盟
2025年6月11日，鄭麗文與郭正亮、中研院院士陳培哲、馬英九基金會執行長蕭旭岑、網紅「館長」陳之漢、北一女教師區桂芝等人宣布成立「黨外在野大聯盟」。

## 個人生活
大學時期認識大她一歲的學長駱武昌（曾任民進黨台北市黨部主委），兩人自學運時期即結為伴侶，於2011年10月登記結婚。

## 節目主持
- 《麗文正經話》(2014年3月17日—2015年9月25日)

## 節目通告
- 《庶民大頭家》（固定來賓）

## 著作
| 出版日期       | 書名                     | 作者   | 出版社   | ISBN               |
| 2023年10月30日 | 《台灣光電綠能通識讀本》 | 鄭麗文 | 啟動文化 | ISBN 9789864931552 |

## 選舉紀錄
| 年度 | 選舉屆數               | 選舉區                                 | 所屬政黨   | 得票數    | 得票率 | 當選標記 | 備註   |
| ---- | ---------------------- | -------------------------------------- | ---------- | --------- | ------ | -------- | ------ |
| 1996 | 第三屆國民大會代表選舉 | 臺北市第一選舉區                       | 民主進步黨 | 58,234    | 12.75% |          | [ 18 ] |
| 2004 | 第六屆立法委員選舉     | 高雄市第二選舉區                       | 無黨籍     | 24,780    | 9.09%  |          |        |
| 2005 | 任務型國民大會代表選舉 | 任務型國民大會代表選舉                 | 中國國民黨 | 1,508,384 | 38.92% |          | [ 19 ] |
| 2008 | 第七屆立法委員選舉     | 全國不分區及僑居國外國民立法委員選舉區 | 中國國民黨 | 5,010,801 | 51.23% |          |        |
| 2012 | 第八屆立法委員選舉     | 臺中市第七選舉區                       | 中國國民黨 | 92,369    | 46.00% |          |        |
| 2020 | 第十屆立法委員選舉     | 全國不分區及僑居國外國民立法委員選舉區 | 中國國民黨 | 4,723,504 | 33.36% |          |        |

## 外部連結
- 鄭麗文的Facebook專頁
- 鄭麗文的Instagram帳戶
- YouTube上的鄭麗文頻道
- YouTube上的鄭麗文頻道
- 立法院 -鄭麗文委員簡介 （页面存档备份，存于）
- 立法院 -鄭麗文委員簡介 （页面存档备份，存于）

| 中華民國政府職務                   | 中華民國政府職務                                 | 中華民國政府職務 |
| ---------------------------------- | ------------------------------------------------ | ---------------- |
| 行政院                             |                                                  |                  |
| 前任： 黃敏恭（代理） 正任：胡幼偉 | 行政院發言人 第二任 2012年10月23日—2014年2月16日 | 繼任： 孫立群    |